# Новий Козлув-Другий
Новий Козлув-Другий (пол. Nowy Kozłów Drugi) — село в Польщі, у гміні Нова-Суха Сохачевського повіту Мазовецького воєводства.
Населення — 52 особи (2011).
У 1975-1998 роках село належало до Скерневицького воєводства.

## Демографія
Демографічна структура станом на 31 березня 2011 року:
|          | Загалом | Допрацездатний вік | Працездатний вік | Постпрацездатний вік |
| -------- | ------- | ------------------ | ---------------- | -------------------- |
| Чоловіки | 24      | 7                  | 14               | 3                    |
| Жінки    | 28      | 6                  | 15               | 7                    |
| Разом    | 52      | 13                 | 29               | 10                   |